# Pyralinae
Pyralinae zijn een onderfamilie van vlinders uit de familie snuitmotten (Pyralidae).

## Taxonomie
De volgende taxa zijn bij de onderfamilie ingedeeld:
- Tribus Endotrichini Ragonot, 1890 (= Endotrichinae)
  - Geslacht Endotricha Zeller, 1847
  - Geslacht Persicoptera Meyrick, 1884
- Tribus Hypotiini Chapman, 1902 (= Hypotiinae)
  - Geslacht Hypotia Zeller, 1847
- Tribus Pyralini
  - Geslacht Actenia Guenée in Boisduval & Guenée, 1854
  - Geslacht Aglossa
  - Geslacht Amphiderita Turner, 1925
  - Geslacht Arescoptera Turner, 1911
  - Geslacht Arippara Walker, [1863]
  - Geslacht Arispe Ragonot, 1891
  - Geslacht Bostra Walker, 1863
  - Geslacht Cardamyla Walker, 1859
  - Geslacht Catocrocis Ragonot, 1891
  - Geslacht Curena Walker, [1866]
  - Geslacht Dolichomia Ragonot, 1891 (meestal geplaatst in Hypsopygia)
  - Geslacht Essina Ragonot, 1891
  - Geslacht Fujimacia Marumo, 1939
  - Geslacht Gauna Walker, [1866]
  - Geslacht Herculia (meestal geplaatst in Hypsopygia)
  - Geslacht Hypsopygia
  - Geslacht Lixa Walker, [1866]
  - Geslacht Macna Walker, [1859]
  - Geslacht Mapeta
  - Geslacht Maradana Moore, 1884
  - Geslacht Micromastra Schaus, 1940
  - Geslacht Neodavisia Barnes & McDunnough, 1914
  - Geslacht Ocrasa (inclusief Orthopygia, meestal geplaatst in Hypsopygia)
  - Geslacht Perisseretma Warren, 1895
  - Geslacht Pseudasopia Grote, 1873 (meestal geplaatst in  Hypsopygia)
  - Geslacht Pyralis Linnaeus, 1758
  - Geslacht Scenedra Meyrick, 1884
  - Geslacht Scenidiopis Turner, 1904
  - Geslacht Stemmatophora Guenée in Boisduval & Guenée, 1854
  - Geslacht Synaphe Hübner, [1825]
  - Geslacht Taboga Dyar, 1914
  - Geslacht Tanyethira Turner, 1911
  - Geslacht Therapne Ragonot, 1890
  - Geslacht Trebania Ragonot, 1892
  - Geslacht Tretopteryx Ragonot, 1890
  - Geslacht Ulotricha Lederer, 1863
  - Geslacht Vitessa Moore, [1860]
- Tribus incertae sedis
  - Geslacht Acteniopsis Amsel, 1959
  - Geslacht Adulis Ragonot, 1891[2]
  - Geslacht Aglossodes Ragonot, 1891
  - Geslacht Antisindris Marion, 1955
  - Geslacht Arctioblepsis C. & R.Felder, 1862
  - Geslacht Benderia Amsel, 1949
  - Geslacht Betsimisaraka Marion, 1955
  - Geslacht Burgeonidea Ghesquière, 1942
  - Geslacht Celetostola Meyrick, 1936
  - Geslacht Comaria Ragonot, 1892
  - Geslacht Cosmethella Munroe & Shaffer, 1980
  - Geslacht Delopterus Janse, 1922
  - Geslacht Diboma Walker, 1863
  - Geslacht Diloxia Hampson, 1896
  - Geslacht Discordia Swinhoe, 1885
  - Geslacht Elaealis Hampson, 1906
  - Geslacht Embryoglossa Warren, 1896
  - Geslacht Epacternis Meyrick, 1933
  - Geslacht Ethelontides Meyrick, 1934
  - Geslacht Euryzonella Ghesquière, 1942
  - Geslacht Eutrichodes Warren, 1891
  - Geslacht Grammiphlebia Hampson, 1906
  - Geslacht Gvelilia Strand, 1920
  - Geslacht Haplosindris Viette, 1953
  - Geslacht Heterocrasa Warren, 1896
  - Geslacht Hirayamaia Marumo, 1917
  - Geslacht Hyboloma Ragonot, 1891
  - Geslacht Hypanchyla Warren, 1891
  - Geslacht Hypsidia Rothschild, 1896
  - Geslacht Imerina Ragonot, 1891
  - Geslacht Lamacha Walker, 1863
  - Geslacht Larice Ragonot, 1892
  - Geslacht Latagognoma Tams, 1935
  - Geslacht Lophocera Kenrick, 1917
  - Geslacht Lorymav Walker, 1859 (Pyralini?)
  - Geslacht Lorymana Strand, 1915
  - Geslacht Lorymodes Hampson, 1917
  - Geslacht Macropyralis Amsel, 1953
  - Geslacht Marionana Viette, 1953
  - Geslacht Maschalandra Meyrick, 1937
  - Geslacht Meca Karsch, 1900
  - Geslacht Megalomia Ragonot, 1891
  - Geslacht Melanalis Hampson, 1906
  - Geslacht Mesosindris Viette, 1967
  - Geslacht Methora Walker, 1866
  - Geslacht Micromystix de Joannis, 1929
  - Geslacht Mimicia Caradja, 1925
  - Geslacht Minooa Yamanaka, 1996
  - Geslacht Mittonia Whalley, 1964
  - Geslacht Namibina Leraut, 2007
  - Geslacht Namibiodes Leraut, 2007
  - Geslacht Neobostra Hampson, 1906
  - Geslacht Nhoabe Viette, 1953
  - Geslacht Nussia Leraut, 2009
  - Geslacht Ocydina Meyrick, 1936
  - Geslacht Omphalobasella Strand, 1915
  - Geslacht Omphalomia Swinhoe, 1894
  - Geslacht Orybina Snellen, 1895
  - Geslacht Parachmidia Hampson, 1896
  - Geslacht Paraglossa Hampson, 1906
  - Geslacht Paraphycita Hampson, 1901
  - Geslacht Perforadix Sein, 1930
  - Geslacht Perula Mabille, 1900
  - Geslacht Peucela Ragonot, 1891
  - Geslacht Phasga Walker, 1863
  - Geslacht Pithyllis Grünberg, 1910
  - Geslacht Poliostola Janse, 1922
  - Geslacht Polycampsis Warren, 1896
  - Geslacht Propachys Walker, 1863
  - Geslacht Proropera Warren, 1896
  - Geslacht Prosaris Meyrick, 1894
  - Geslacht Proteinia Hampson, 1896
  - Geslacht Pseudozitha Leraut, 2007
  - Geslacht Pyralosis Amsel, 1957
  - Geslacht Rhynchetera Hampson, 1896
  - Geslacht Rhynchopygia Hampson, 1896
  - Geslacht Rostripalpus Hampson, 1896
  - Geslacht Rungsina Leraut, 2004
  - Geslacht Sacada Walker, 1862
  - Geslacht Setomigma Ghesquière, 1942
  - Geslacht Scotomera Butler, 1881 (Pyralini?)
  - Geslacht Sindris Boisduval, 1833
  - Geslacht Sphalerosticha Warren, 1897
  - Geslacht Sybrida Walker, 1865
  - Geslacht Tegulifera Saalmüller, 1880 (Pyralini?)
  - Geslacht Toccolosida Walker, 1863
  - Geslacht Trihauchenia Warren, 1892
  - Geslacht Triphassa Hübner, 1818
  - Geslacht Tyndis Ragonot, 1891
  - Geslacht Vitessidia Rothschild & Jordan, 1905
  - Geslacht Xenomilia Warren, 1896
  - Geslacht Zitha Walker, [1866] (inclusief Tamraca; Pyralini?)